# Sylvie Rohrer
Sylvie Rohrer (* 14. März 1968 in Bern) ist eine Schweizer Schauspielerin.

## Leben
Sylvie Rohrer absolvierte 1991 die Schauspielakademie Zürich und spielte in den folgenden zwei Jahren als Gast in Wilhelmshaven und am Schauspielhaus Zürich, bevor sie am Theater Dortmund engagiert wurde. 1995 kam sie ans Hamburger Thalia Theater. Seit 1999 ist sie Ensemblemitglied des Burgtheaters Wien. Zwischen 2001 und 2013 gastierte sie auf Einladung von Claus Peymann am Berliner Ensemble in Stücken von Shakespeare, Botho Strauss, Handke etc. Gastverträge führten sie zu den Salzburger Festspielen („King Arthur“, „Phädra“) sowie an das Schauspielhaus Zürich.

## Theaterrollen (Auswahl)
- Pegleg in „The Black Rider“
- Eglé in „Der Streit“
- Gretchen in „Faust“
- Antigone in „Antigone“ (Hölderlin)
- Marianne in „Geschichten aus dem Wienerwald“
- Chimène in „Der Cid“
- Klara in „Maria Magdalena“
- Porzia in „Der Kaufmann von Venedig“
- Helena in „Ein Sommernachtstraum“
- Dionysos in „Bakchen“
- Rottin in „Glaube und Heimat“
- Elisabeth in „Glaube Liebe Hoffnung“
- Roxanne in „Cyrano de Bergerac“
- Isabella in „Maß für Maß“
- Tamora in „Die Schändung“
- Emmeline in „King Arthur“
- „Shakespeares Sonette“ (Robert Wilson/Rufus Wainwright)
- „Die schönen Tage von Aranjuez“ (Peter Handke)
- „Über Tiere“ (Elfriede Jelinek)
- Ivy Weston in „Eine Familie“
- Sascha in „Platonow“
- Mascha in „Drei Schwestern“

## Konzerte
- 1999–2001: „Perséphone“ (Igor Strawinsky/André Gide)
- 2011–2012: „Jeanne d’Arc au bûcher“ (Arthur Honegger/Paul Claudel)
- 2000–2017: „Pierrot Lunaire“ (Arnold Schönberg/Albert Giraud)

## Filmografie
- 1993: Tatort – Herrenboxer (Fernsehfilm)
- 2001: Weihnachten (Fernsehfilm)
- 2002: Geld macht sexy (Fernsehfilm)
- 2004: Piff, Paff, Puff (Fernsehfilm)
- 2005: Undercover
- 2009: Domaine
- 2011: Mörderisches Wespennest (Fernsehfilm)
- 2013: Inside Wikileaks
- 2014: Upload (Fernsehfilm)
- 2015: Tatort – Kleine Prinzen (Fernsehfilm)
- 2018: Der Läufer
- 2020: Frieden (Fernsehserie)
- 2022: Der Barcelona-Krimi: Der längste Tag (Fernsehreihe)

## Auszeichnungen
- 1995: Theater heute Nachwuchsschauspielerin des Jahres für Pegleg in „The Black Rider“
- 1996: Theater heute Nachwuchsschauspielerin des Jahres für Eglé in „Der Streit“
- 1996: Boy-Gobert-Preis (Hamburg)
- 2002: Nestroy-Nominierung für „Der Narr und seine Frau heute Abend in Pancommedia“
- 2007: Nestroy-Theaterpreis als Beste Schauspielerin für Medea und „Über Tiere“
- 2008: International Theater Festival Rijeka, Beste Hauptdarstellerin (Medea)
- 2019: ORF Hörspielpreise – Schauspielerin des Jahres 2018[1]

## Inszenierungen
- 2010: „Was Ihr wollt“ (Schlosstheater Schönbrunn/Reinhardseminar)
- 2011: „Othello“ (Shakespearefestspiele Rosenburg)

## Hörspiel
- 2016: „Medea“ (ORF, Hörspiel des Jahres)
- 2018: „Weil immer das Meer vor der Liebe ist.“ Elegie für und nach Hertha Kräftner

## Tonträger
- 2009: „Über Tiere“ (Christoph Merian Verlag)
- 2011: „Jeanne d’Arc au bûcher“, Dirigent: Helmuth Rilling (Hänssler Classic)